# 'Tis a Pity She Was a Whore
"'Tis a Pity She Was a Whore" é um single do cantor britânico de rock David Bowie, lançado em novembro de 2014. Também parte do single "Sue (Or in a Season of Crime)", a música foi regravada para o álbum Blackstar (2016) com mais influências de jazz. A música é inspirada na peça 'Tis Pity She's a Whore, escrita pelo dramaturgo John Ford.
Em sua versão original, Bowie ficou responsável pela gravação de todos os instrumentos. Neste formato, foi anunciada como uma "faixa demo", influenciada pelo Vorticismo.

## Faixas
| Versão digital |                               |                |         |  |
| N.º            | Título                        | Compositor(es) | Duração |  |
| 1.             | "'Tis a Pity She Was a Whore" | David Bowie    | 5:26    |  |

Vinil
| Lado A |                                 |                |         |  |
| N.º    | Título                          | Compositor(es) | Duração |  |
| 1.     | "Sue (Or in a Season of Crime)" | David Bowie    | 7:24    |  |

| Lado A |                                              |                |         |  |
| N.º    | Título                                       | Compositor(es) | Duração |  |
| 1.     | "'Tis a Pity She Was a Whore"                | David Bowie    | 5:26    |  |
| 2.     | "Sue (Or in a Season of Crime)" (radio edit) | David Bowie    | 4:01    |  |